# 耶胡迪爾
耶胡迪爾 (希伯來語：יהודיאל‬，英語： 或 ；東正教譯耶谷迪伊爾)，名字意為「神之讚美」，是東正教會和東儀天主教會傳統中的七大天使長之一。

## 形像
祂在聖像中被描繪為手持皇冠和帶有三根鞭條的鞭子。皇冠象徵上帝給予義人的獎賞，鞭子象徵對罪人的懲罰。東正教對祂的傳統表現形式是站立之像，右手持皇冠，左手持權杖。

## 主保
耶胡迪爾是那些努力工作之人的守護聖者，祂手持之皇冠即象徵著對那些成功的靈性勞作者的獎勵。

## 禱文
作為努力工作和領導地位的守護聖者而獻予耶胡迪爾的禱文：
圣杰古迪尔大天使，赞美上帝的天使，请为我们祈祷，让我们在每一个行动、每一项工作、每一项工作和每一项工作中，都能愉快地执行上帝的旨意，并赞美他所拥有的一切给了我们。阿门。
作為神之慈悲的守護聖者而獻予耶胡迪爾的禱文：
慈悲的大天使，圣朱迪尔，上帝永恒而丰富的慈悲的分配者。因为我们的罪孽，我们不配得到上帝的宽恕。然而，他不断地自由和慈爱地给予我们宽容。帮助我们下定决心克服我们的罪恶习惯，并真正为它们感到难过。使我们每一个人的心真正悔改。我们可以体验它带来的和解的喜悦，没有它，我们个人或整个世界都无法获得真正的和平。不断为我们代求的你，请听我们的祈祷。将所有这些祈求都呈献给我们的父神。借着我们的主耶稣基督，与圣灵一起，直到永远。阿门。

## 外部連結
- http://digitalambler.wordpress.com/2014/06/21/chaplet-of-saint-jehudiel-the-archangel/ （页面存档备份，存于）
- http://catholicfaithwarriors.blogspot.com/2012/10/the-seven-archangels.html （页面存档备份，存于）